# Bundesautobahn 3
La Bundesautobahn 3 (Abreviatura: BAB 3) – Abreviado: Autobahn 3 (Abreviado: A 3) – transcurre desde la frontera con Países Bajos por Elten continuando hasta la A 12 (NL) paralelo al Rin por la ribera derecha de Renania del Norte-Westfalia, al este Ruhrgebiet (Oberhausen, Duisburgo), Düsseldorf, Colonia, la Rhein-Main-Gebiet (Wiesbaden, Fráncfort, Offenbach), Franconia, la Oberpfalz en Ratisbona atravesando Baja Baviera por Passau y sobre la Innkreisautobahn A 8 (A) continua hacia Austria. La A 3 es parte de las Autovías Europeas: E 34, E 35, E 41, E 42, E 45 y E 56. Se considera una de las carreteras más importantes de Europa.

## La A3 en Baviera
La A3 llega a Passau, en el suroriente de la Baviera, desde Linz en Austria. En Baviera la carretera recorre poco más de 400 kilómetros hasta Aschaffenburg en el extremo noroccidental bávaro, pasando sucesivamente por Ratisbona, Núremberg y Wurzburgo. Entre estas últimas dos ciudades bordea los límites del bosque de Steigerwald.
En el futuro se planea la ampliación de los carriles de la A3, ya que debido al gran flujo de camiones de carga se producen permanentemente congestiones de tránsito, sobre todo en el tramo entre Würzburg y Fráncfort del Meno.